# Miniatuur (onderscheiding)

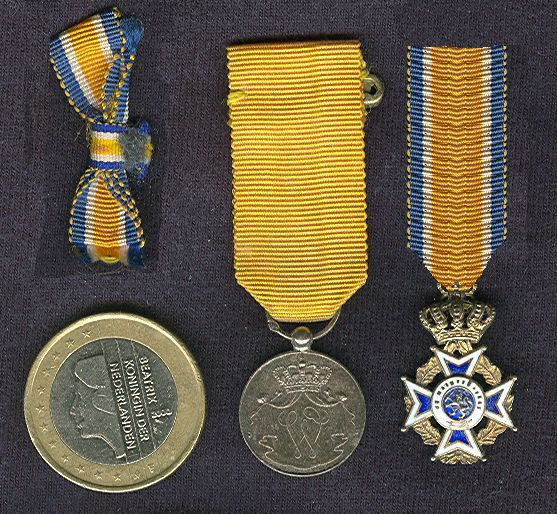
Twee miniaturen en een knoopsgatversiering. De Euro-munt laat zien hoe groot de miniaturen zijn. Het zijn het Onderscheidingsteken voor Langdurige Trouwe Dienst en de Orde van Oranje-Nassau.Particuliere verzameling, Groningen.

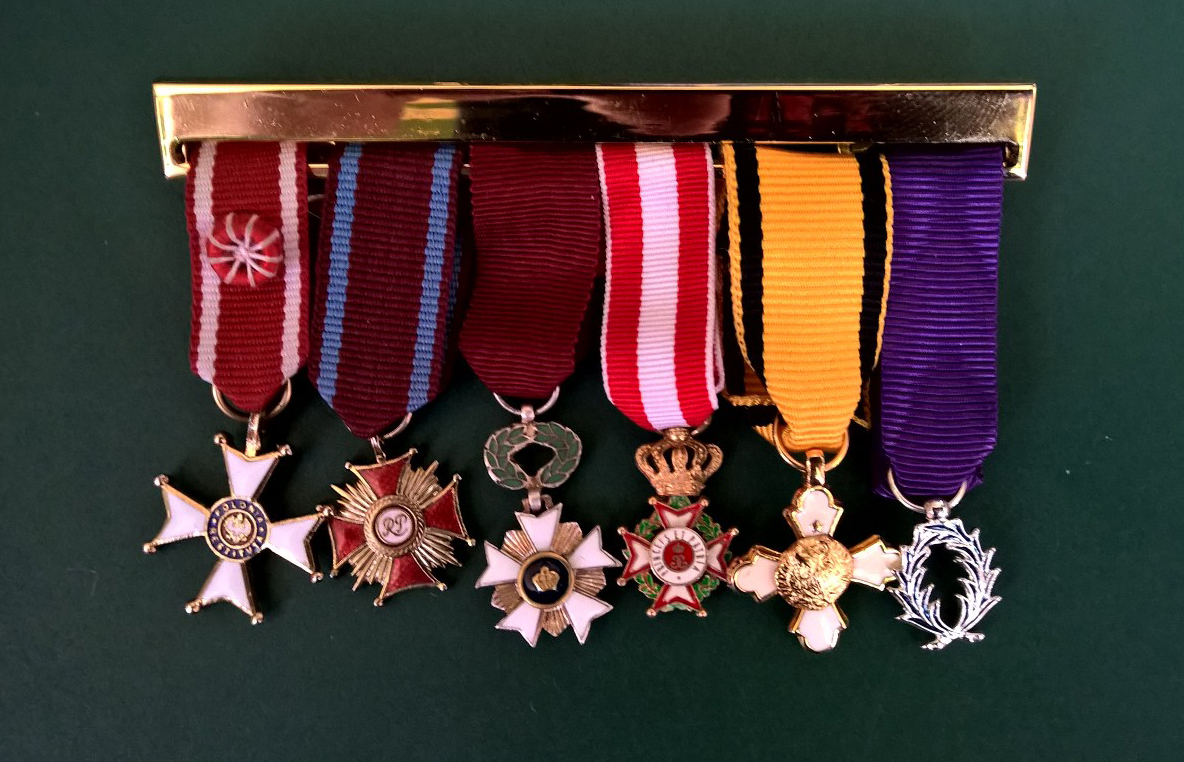

Miniaturen van ridderorden en andere onderscheidingen worden op de revers van het rokjasje of, door dames, onder de strik van een onderscheiding op hun japon gedragen.
De gewoonte om het bezit van meerdere orden en medailles door het dragen van miniatuuronderscheidingen aan een kettinkje of aan een serie lintjes die op een vaste achtergrond, een "broche" zijn bevestigd, aan te duiden stamt uit de 19e eeuw.
Vóór die tijd was het uitzonderlijk wanneer een heer meerdere onderscheidingen bezat. Men was vaak lid van één enkele ridderorde en er waren weinig onderscheidingen voorhanden. Dat veranderde in de 19e eeuw toen er honderden nieuwe ridderorden en duizenden medailles werden ingesteld die dan ook met liberale hand werden verleend.
Ook op miniaturen pleegt men met behulp van kleine rozetten en stukjes goudgalon aan te geven wat de rang in een orde is. Natuurlijk is het niet erg gepast om dezelfde onderscheiding als modelversiersel om de hals te dragen en daarbij ook een miniatuur op te spelden maar om praktische redenen zal het wel nooit zijn voorgekomen dat iemand zijn dure broche voor die ene avond liet aanpassen.

Op uniformen werden de modelonderscheidingen en de miniaturen al snel verdrongen door de praktischer en minder kwetsbare batons.
Tot voor kort werd het Onderscheidingsteken voor Langdurige, Eerlijke en Trouwe Dienst nooit als baton gedragen. Veel onderofficieren droegen hun onderscheiding daarom in miniatuur op hun uniform.
Sommige orden worden nooit als miniatuur gedragen; dat geldt voor de Orde van de Kousenband, de Orde van Lenin en de Orde van het Gulden Vlies. Andere orden en medailles kennen daarentegen geen batons.
Op kostuums draagt men geen miniaturen maar Knoopsgatversieringen.
De volgorde waarin lintjes werden gedragen berustte tot 2002 op traditie. In dat jaar verscheen de Draagvolgorde van de Nederlandse onderscheidingen in de Staatscourant.
Men draagt ook de kroontjes, de cijfers en de zilveren en gouden emblemen en de gespen in miniatuurversie op de linten van de miniaturen. Sommigen hebben ook hun sterren als miniatuur gedragen. Men ziet sterren van ridderorden soms als knoopsgatversiering en soms als miniatuur dat aan een ketting of aan een lint wordt gedragen.
Aan het Spaanse hof wordt ook het versiersel van de Orde van het Gulden Vlies als miniatuur om de hals gedragen.
Er zijn zeer zeldzame miniaturen van ordeketens bekend. Deze kleine uitvoeringen werden in het knoopsgat op het revers gedragen.
Heren kunnen kiezen tussen de ouderwetse wijze om miniaturen aan een smalle gouden of zilveren ketting te dragen en de broche met miniaturen. Dames dragen miniaturen onder de strik van een ridderkruis of medaille op een broche.

## Trivia
- Otto von Bismarck kreeg op een verjaardag een set prachtige miniaturen van zijn vele onderscheidingen ten geschenke van zijn echtgenote. De grote staatsman mopperde toen dat "een smid of loodgieter toch ook niet al zijn gereedschap op zijn rokjasje droeg..."
- In het kasteel Rosenburg in Kopenhagen is een bijzondere broche bewaard waarop de Deense koning Frederik VII zijn ridderkruisen als miniaturen heeft laten opmaken. De kruisen zijn aan elkaar gesoldeerd en werden op 's-konings jas gespeld.